# Thymoites urubamba
Thymoites urubamba là một loài nhện trong họ Theridiidae.
Loài này thuộc chi Thymoites. Thymoites urubamba được Herbert Walter Levi miêu tả năm 1967.